# 胡鄂公

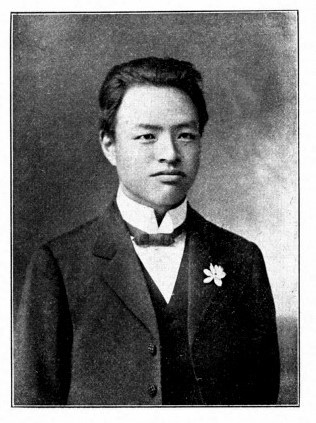
《民国之精华》中的胡鄂公照片

胡鄂公（1884年10月11日—1951年10月8日），原名荣铭，字新三，号南湖，湖北江陵（现公安县）人。中国革命家、政治家。

## 生平

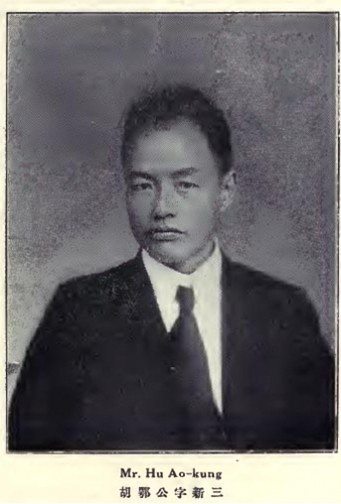
1925年《中国名人录（第三版）》刊登的胡鄂公照片

### 早年
胡鄂公1906年时入读郝穴预备中学堂，时逢民主革命运动兴起，他与同学熊德山、宁郭开、钱铁如等20余人结为辅仁社，任社长，宣传革命。1908年考入北京江汉学堂，次年又入读保定直隶高等农业学堂（今河北农业大学前身），发起成立保定学生断发会。1910年组织成立共和会并任干事长，在京、津、晋、桂、粤、鄂发展会员。期间创办辅仁社并任社长，其后又进入江西高等农业堂，同时成立共和会江西分会。

### 辛亥革命
当时，胡鄂公在《农务官报》半月刊上投登专论，每期1篇，倡导反抗满清王朝，具有一定影响。因而，胡鄂公与其他各学堂青年学生接触机会更多，周围已团结起许多革命青年，便决心在保定组织抗清革命团体。当时，因无法与“同盟会”取得联系，1910年，胡鄂公等在高等农业学堂发起成立“共和会”，该会纲领为：“推翻满清专制，建立共和民国，融合种族界限，发展全国实业”。共和会骨干有胡鄂公的同乡、同学熊得山、钱铁如等，他们于1909年由北京转入保定直隶高等学堂师范科。熊德山后转入直隶高等农业学堂。
之后，胡鄂公等在保定首先发起了“断发”运动，以激发学生对清王朝的反抗情绪，探测青年学生对革命的倾向，从而扩大“共和会”组织。“断发会”发起不到三天，“城内外各学堂学生签名加入者二百余人，以农业学堂学生为最多。”不久，剪去发辫风潮扩大到京、津、唐乃至全国。胡鄂公还携带油印《嘉定屠城记》、《扬州十日记》、《天讨》等反清书籍若干册，前往天津、北京，分赠各校。
1910年9月，胡鄂公等人为反对清政府把粤汉、川汉铁路和矿山权利出卖给帝国主义，组织学生发动罢课，配合各地开展保路、保矿行动。直隶总督陈夔龙闻讯后极为恐慌，立即派军警首先包围了直隶高等农业学堂，抓捕“共和会”主要成员，学堂教务长黄立猷立即通知胡鄂公、吴若龙、程芝田、熊得山等同学，使其当日脱险至湖北。
1911年，胡鄂公转学江西高等农业学堂。武昌起义后，胡鄂公任鄂军都督府高等侦探科科长，兼军法科科长及鄂军水陆总指挥。不久辞职，奉派为鄂军政府全权代表，前赴京津一带，主持北方连络事宜，并加入京津同盟会分会，任军事部部员。旋以鄂军代表名义，联合熊得山等筹设北方革命军总指挥处于天津，兼领总指挥，向清军进攻，以滦州军起义失败而解散。后又任北方革命军总指挥。又联合北方同盟会、铁血会、振武社、急进会、克复堂、北方革命总团、共和革命党等革命团体合组北方革命协会于天津，自任会长。

### 民国初年
1912年2月，胡鄂公在天津创办《大中华日报》，未几停刊，4月自津回乡，任荆州荆旗善后局督办，并参加共和党。1913年4月，当选为第一届国会众议院议员。1914年任荆州法政专门学校校长，总统府咨仪。1915年任四川将军署秘书，1916年5月，陈宧独立，委任为四川宣慰使。8月，第一次恢复国会时仍任众议院议员，1917年11月，任广东潮循道道尹、北洋政府内务次长、湖北省政府政务厅厅长等职。1921年4月至北京，7月与熊得山等湖北青年组织马克思主义研究会，1922年2月16日，他们又组织成立“共产主义同志会”，并发行《今日》杂志。后来，他在李大钊介绍下秘密加入中国共产党，他领导的“共产主义同志会”也并入中共。8月，第一届国会复会，任国会众议院议员；12月任北京政府教育部次长。1924年元月底辞职；同年7月，联合参众两院议员150名发起“反帝国主义大同盟”，并创刊《反帝国主义运动》旬刊。其后他到上海参加了中共中央工作，利用关系营救了一些被捕的中共党员。1930年在上海与鲁迅、田汉等成立自由大同盟。1934年福建事变期间，因被叛徒出卖导致被捕。出狱后，于国民政府继续为中共进行情报工作。

### 抗战时期
抗日战争期间，他在孔祥熙邀请下担任期私人政治经济顾问。并为孔祥熙多次在上海与日方进行秘密和谈。 1943年因与潘汉年不和而脱党。抗日战争结束后任孔祥熙投资创办的《时事新报》发行人、总经理。后于1949年赴台，1951年10月8日在台湾病逝，终年67岁。著有《五十家论文书牍》、《古文辞粹》、《原农》、《原林》、《辛亥革命北方实录》（1948年出版，記載作者1907年至1912年3月9日參與辛亥革命的所見所聞，該書分為辛亥革命北方实录、辛亥革命北方烈士兩部分，收錄了六十七人小傳）等。